# Moraria cristata
Moraria cristata är en kräftdjursart som beskrevs av Claude Chappuis 1929. Moraria cristata ingår i släktet Moraria och familjen Canthocamptidae. Inga underarter finns listade i Catalogue of Life.